# 維施泰特山
46°27′14.6″N 7°23′10.5″E / 46.454056°N 7.386250°E

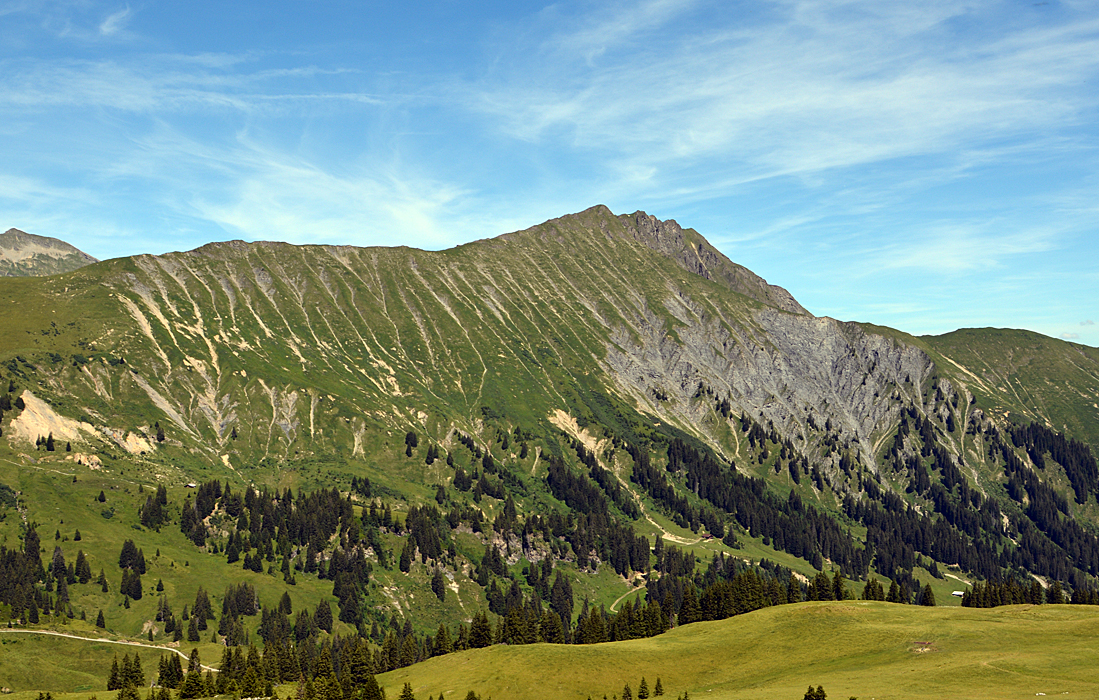

維施泰特山（Wistätthorn），是瑞士的山峰，位於該國中西部，由伯恩州負責管轄，屬於伯爾尼山的一部分，海拔高度2,362米，每年平均降雨量1,395毫米。